# Катина (Львовская область)
Катина (укр. Катина) — село в Хыровской городской общине Самборского района Львовской области Украины.
Население по переписи 2001 года составляло 409 человек. Занимает площадь 1,18 км². Почтовый индекс — 82062. Телефонный код — 3238.